# Museu Naval (Karlskrona)
O Museu Naval (em sueco: Marinmuseum) é um museu da cidade sueca de Karlskrona.

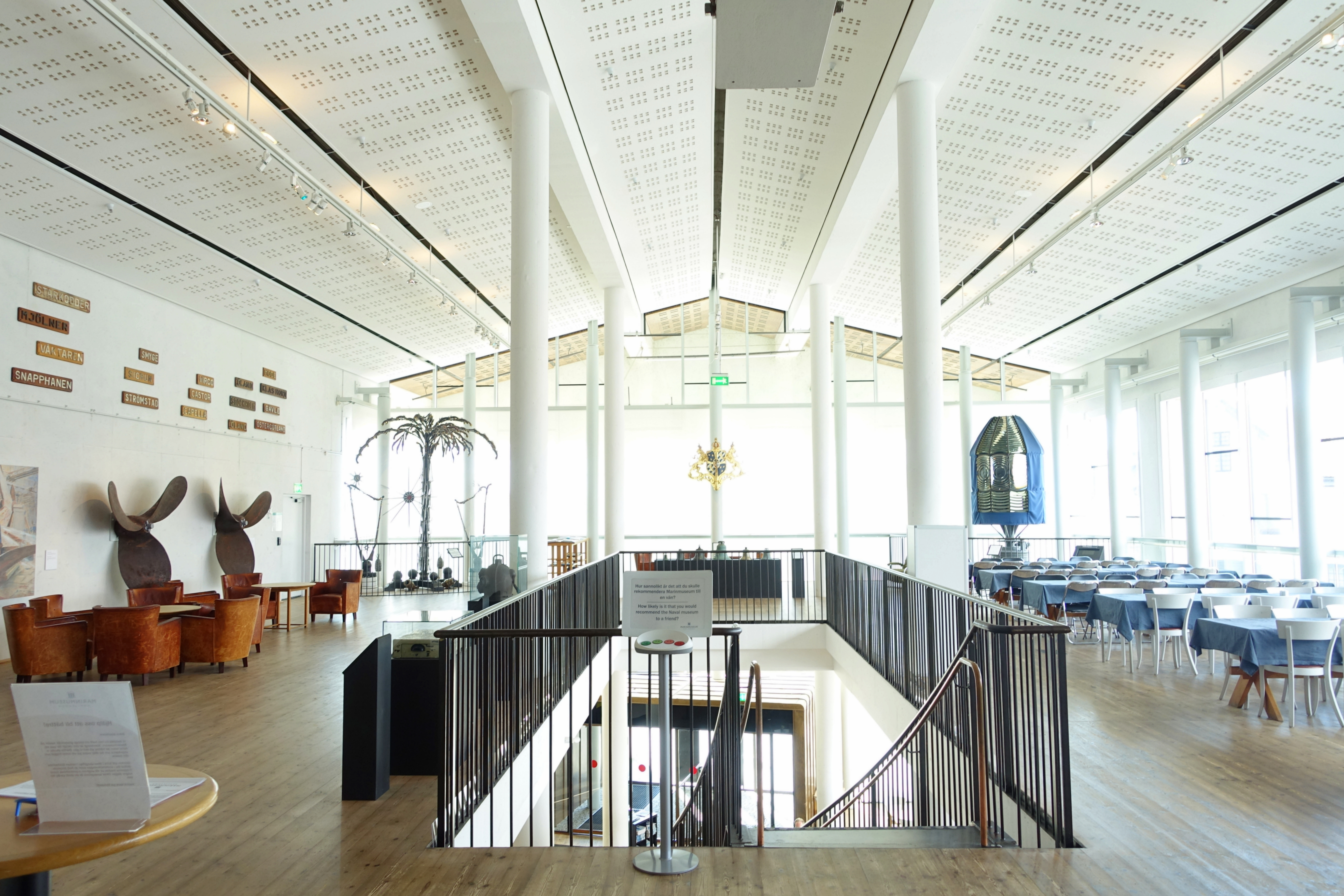
Interior do museu
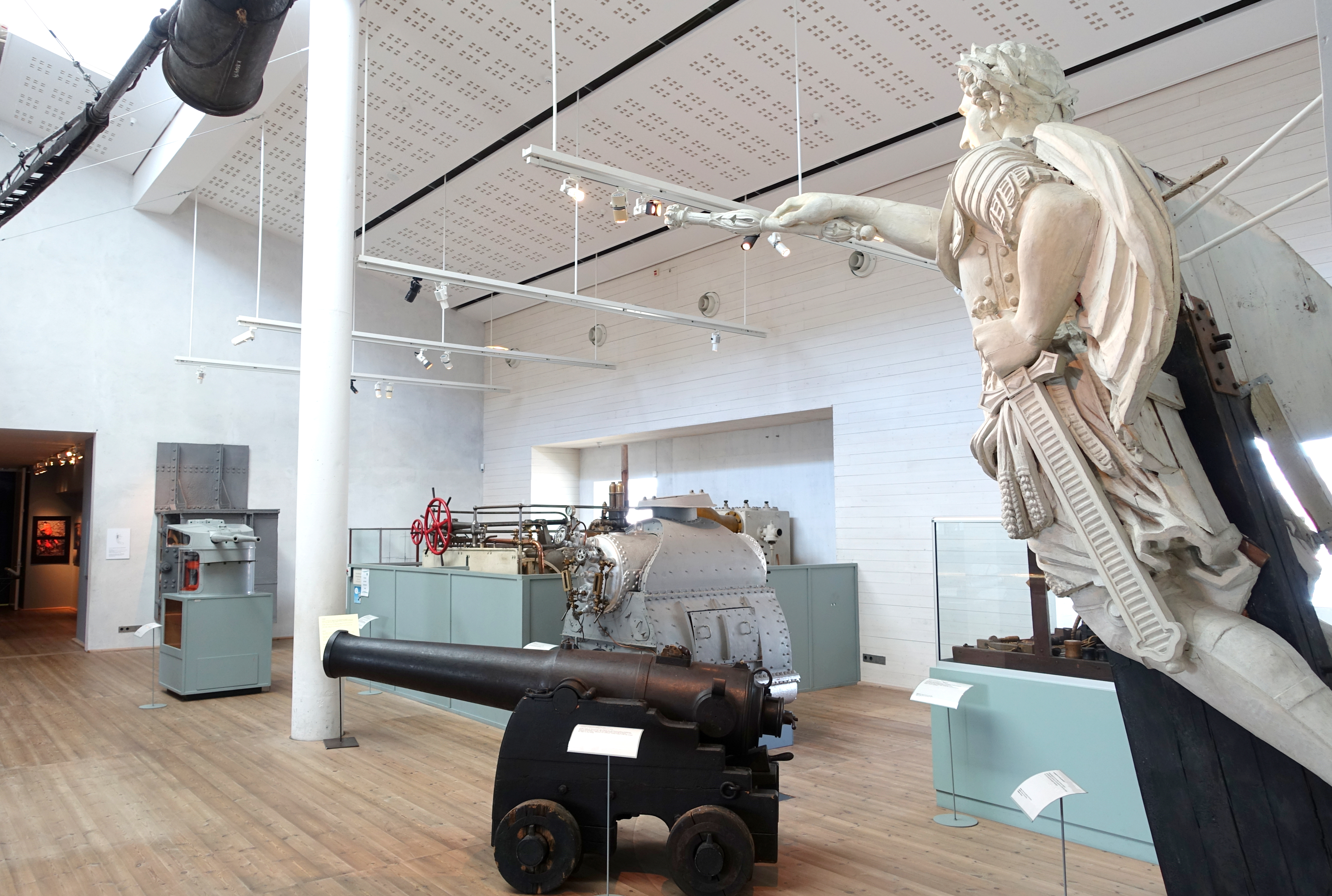
Interior do museu
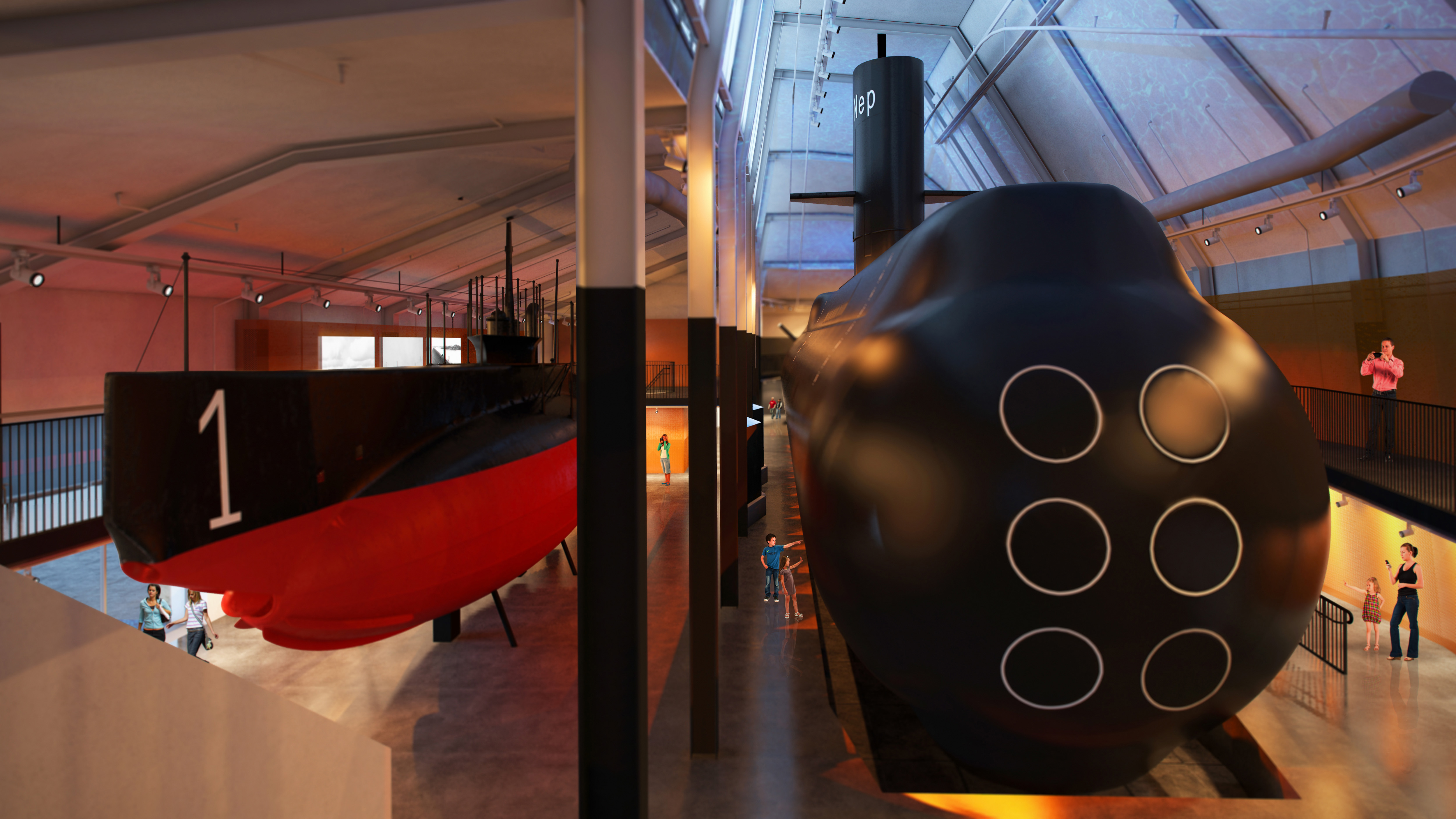
Os submarinos Hajen e Neptunus
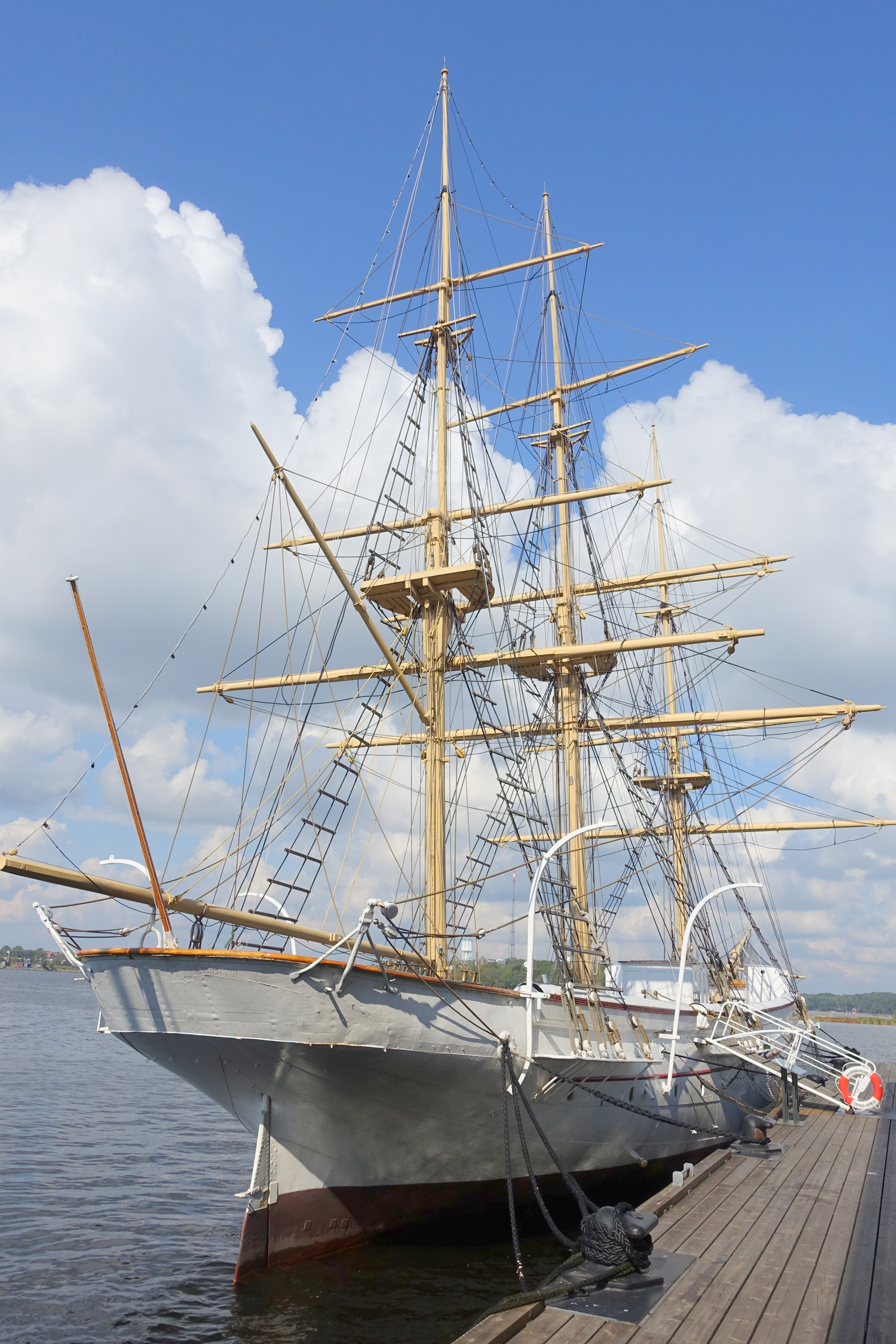
O veleiro Jarramas no exterior do museu
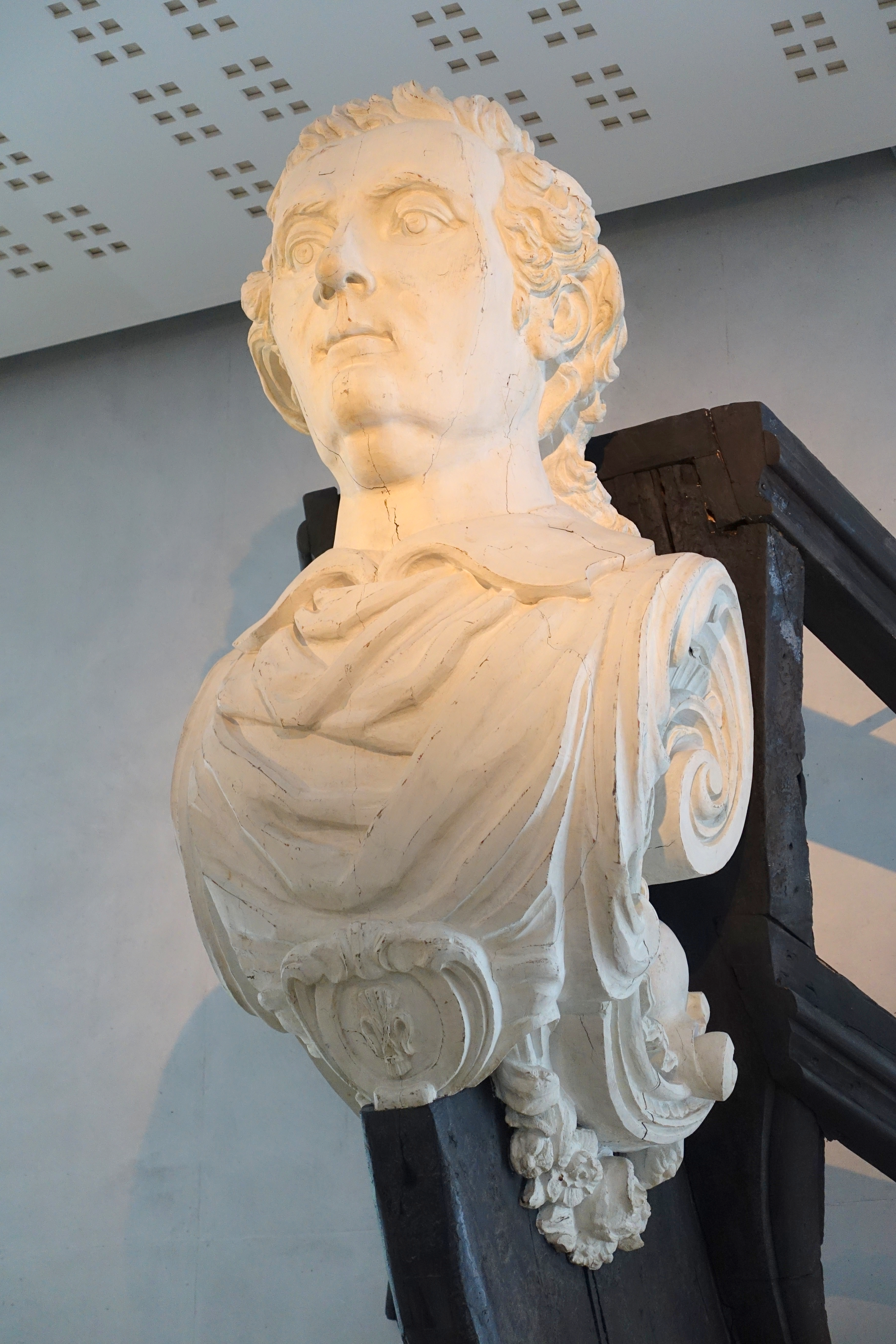
Figura de proa (Fredrik Henrik af Chapman)
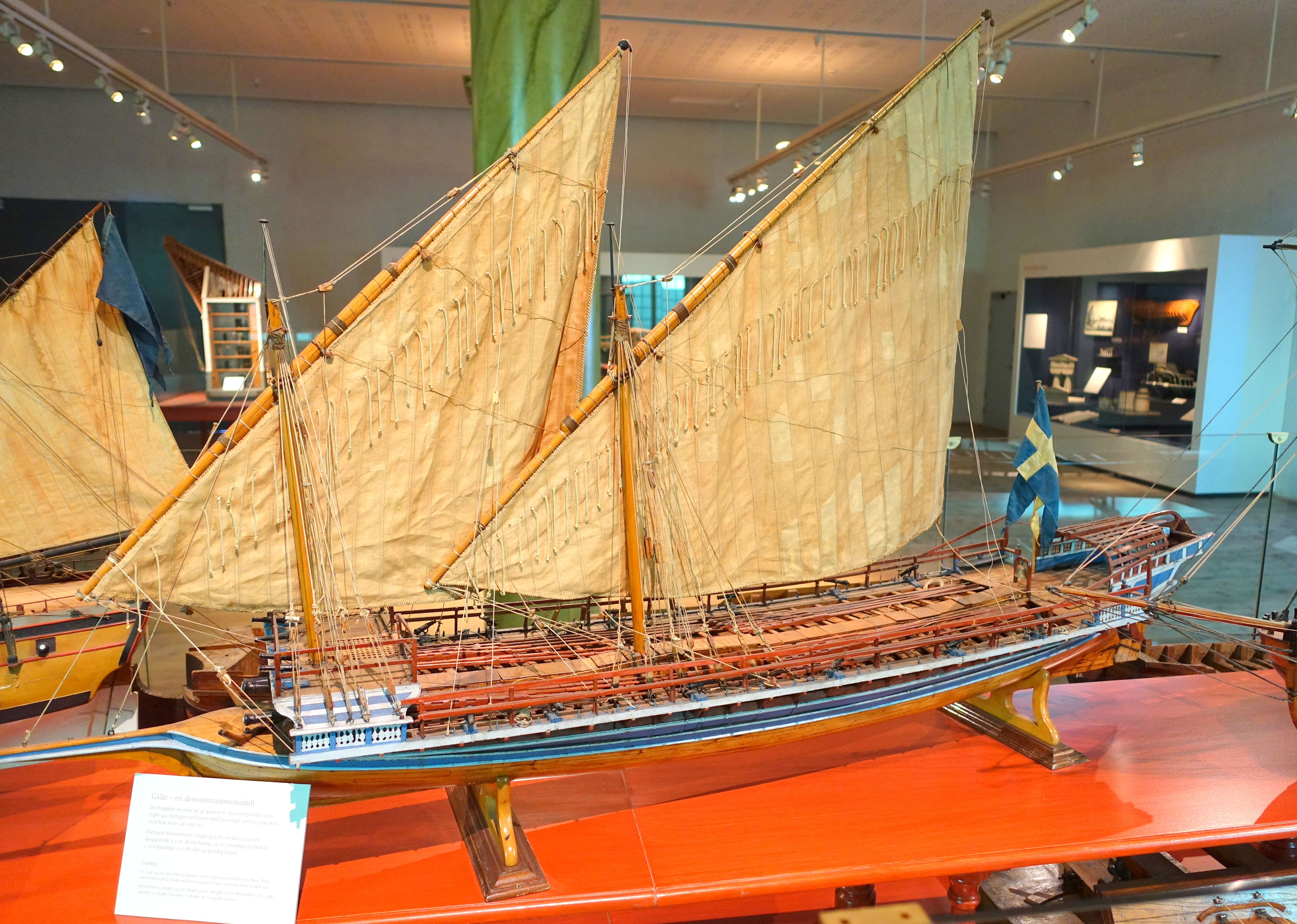
Modelo de galera